# توم (لغة مطابقة النمط)
توم هي لغة برمجة مناسبة تمامًا لبرمجة التحويلات المختلفة على هياكل الأشجار والمستندات المستندة إلى لغة الترميز القابلة للامتداد. توم هي ملحق لغة يضيف بدائل مطابقة جديدة إلى سي وجافا بالإضافة إلى دعم أنظمة قواعد إعادة الكتابة. يمكن التحكم في القواعد باستخدام لغة الإستراتيجية.
توم جيد من أجل:
- البرمجة عن طريق مطابقة النمط.[6]
- تطوير المترجمين وخط المشترك الرقمي.
- تحويل مستندات لغة الترميز القابلة للامتداد.
- تنفيذ الأنظمة القائمة على القواعد.
- وصف التحويلات الجبرية.

## روابط خارجية
- موقع لغة توم
- موقع توم جفورج
- الدليل التعليمي والمرجعي